# Нюгрен, Йонна
Йо́нна Ню́грен (швед. Jonna Nygren; 27 сентября 1979, Йювяскюля, Финляндия) — финская телеведущая и модель.

## Биография
Йонна Нюгрен родилась 27 сентября 1979 года, в Йювяскюля, Финляндия. Рост: 173 см. Страдает бронхиальной астмой. У Йонны есть родной младший брат. У её отца трое сыновей от второй жены, а у матери Йонны — дочь от второго брака. Мать Амма — терапевт.
Нюгрен работала моделью, вела программы Nousu (MoonTV), Kissat (MoonTV), Sessions (SubTV), Headbanger’s Ball на канале MTV в 2006 году. Совмещала работу на MTV с работой официантки в ресторане «Ravintola Tori» в Хельсинки.
Около трёх лет жила в Нью-Йорке, Таиланде, Индонезии и Малайзии. Одной из причин возвращения Йонны в Финляндию из-за границы в ноябре 2006 года стало её знакомство с Вилле Вало, с которым они встречались с 2005 по 2007 год. Вилле Вало и Йонна Нюгрен обручились на рок-фестивале Ruisrock; вместо колец они сделали татуировки — у Вало буква «J» на безымянном пальце левой руки, у Нюгрен — буква «V» на том же пальце её левой руки.
В октябре 2007 года Йонна Нюгрен вышла замуж за Педро Авила Маконена (фин. Pedro Avila Makkonen), свадебная церемония состоялась в тюремной церкви, так как жених отбывал наказание за убийство и нападение при отягчающих обстоятельствах, и был осуждён решением районного суда к десяти годам лишения свободы. 4 ноября 2011 года родила сына Лееви (фин. Leevi) от своего бойфренда музыканта Ране Янтти (фин. Harri Antero Jäntti). В ноябре 2013 года у пары родилась дочь София. Сестра Ране Янтти — Манна (Мариам Янтти, бывшая жена Линде) — лучшая подруга Йонны.

## Видео
- 2005 — HIMmeetä valoa
- 2004 — Suoraa huutoa!
  - Эпизод 1.9 (9 сентября 2004)